# Dickie Hemric
Dickie Hemric (Jonesville, 29 de agosto de 1933 – Akron, 3 de agosto de 2017) foi um jogador de basquete norte-americano que foi campeão da Temporada da NBA de 1956-57 jogando pelo Boston Celtics.